# George Henry Pring
George Henry Pring (2 de diciembre de 1885-1974) fue un botánico, y horticultor inglés, que durante muchos años fue jardinero del "Jardín Japonés", del Jardín Botánico de Misuri.

## Algunas publicaciones
- Pring, gh. 1927. Collecting Orchids in the Chiriquí, Panama. Missouri Bot. Gard. Bull. 15 (5): 73-87

- La abreviatura «Pring» se emplea para indicar a George Henry Pring como autoridad en la descripción y clasificación científica de los vegetales.[2]